# بافت روستای چاه افضل
بافت روستای چاه افضل مربوط به دوران‌های تاریخی پس از اسلام است و در ۳۰ کیلومتری شمال غربی شهرستان اردکان واقع شده و این اثر در تاریخ ۲ بهمن ۱۳۸۲ با شمارهٔ ثبت ۱۰۸۴۳ به‌عنوان یکی از آثار ملی ایران به ثبت رسیده است.